# Долно Ботево
Долно Ботево е село в Южна България. То се намира в община Стамболово, област Хасково.

## Обществени институции
- Кметство
- Основно училище „Христо Ботев“
- Пощенски клон

- Табелата на южния вход на селото
- Читалище и Библиотека „Христо Ботев“
- Паметник на Христо Ботев в центъра на селото
- Пощенският клон
- Стара къща в селото

## Културни и природни забележителности
Има минерален извор.

## Редовни събития
Всяка година в началото на месец август се провежда традиционен Илинденски събор.